# 상진항
상진항은 전라남도 보성군 벌교읍 장암리에 위치한 어항이다. 지방어항으로 지정하여 관리하고 있다. 시설관리자는 보성군수이다.

## 어항 연혁
장도 섬으로 가는 장도사랑호 접안장이 있으며, 2007년부터 항구적 어항으로 개발중에 있으며 2010년에 완공된다.

## 어항 시설
- 방파제 68m, 선착장 50m, 물양장 40m

## 어항 구역
본 항의 어항구역은 다음과 같다.
- 항 입구 동측의 돌출된 해안선 지점과 기존 선착장 선단으로부터 약 200m 떨어진 해안선 지점, 이 점으로부터 북측으로 약 150m지점을 연결한 선내의 수역

## 개발 계획
2004년 2월 20일 변경고시된 상진항 개발계획(개략사업비 4,415백만원)은 다음과 같다.
- 방파제 90m, 물양장 140m, 호안 51m, 수역시설 9,000m2, 부지조성 5,400m2, 수용어선 54척

## 주요 어종
- 꼬막, 새꼬막